# Buch der Erinnerung (Nachschlagewerk)
Das Buch der Erinnerung. Die ins Baltikum deportierten deutschen, österreichischen und tschechoslowakischen Juden ist ein Nachschlagewerk zur Erinnerung an rund 31.400 deutsche, österreichische und tschechoslowakische Juden, die zur Zeit des Nationalsozialismus von 1941 bis 1945 ins Baltikum nach Riga, Kowno und Reval verschleppt wurden. Das Kompendium in deutscher und englischer Sprache mit dem englischen Titel Book of Remembrance. The German, Austrian and Czechoslovakian Jews deported to the Baltic States enthält die Namen mit Geburtsnamen, -datum und -ort, die jeweils letzte Adresse und das letzte Lebenszeichen oder das Todesdatum jener Opfer des Holocaust, geordnet nach den aus den verschiedenen Städten abgegangenen Transporten. Jedem dieser Transporte wurde eine zweisprachige Beschreibung der seinerzeitigen örtlichen Situation der jüdischen Bevölkerung vorangestellt. Sofern in den einzelnen Gedenkstätten noch entsprechende Materialien vorgefunden werden konnten, konnten auch die Wege der einzelnen Menschen nachgezeichnet werden.
In dem von den Historikern Diana Schulle und Wolfgang Scheffler bearbeiteten Verzeichnis verfasste Scheffler außerdem einen Überblick über die Schicksale der Verschleppten im Ghetto Riga, im Gut Jungfernhof, im Lager Salaspils und den zahlreichen Konzentrationslagern und Stätten der Zwangsarbeiter.
Das zweibändige Werk wurde vom Volksbund Deutsche Kriegsgräberfürsorge und dem Riga-Komitee der Deutschen Städte gemeinsam mit der Stiftung Neue Synagoge Berlin – Centrum Judaicum und der Gedenkstätte Haus der Wannsee-Konferenz herausgegeben.
Das Verzeichnis erschien 2003 in München im K. G. Saur Verlag mit den ISBN 978-3-598-11618-6 und ISBN 3-598-11618-7 sowie in Berlin bei De Gruyter.

## Rezensionskommentare
Das zweibändige Nachschlagewerk wurde wie folgt kommentiert:
- 31. März 2003, Die Welt, Berlin: „...das 'Buch der Erinnerung' [ist] nicht nur wichtig als gedrucktes Mahnmal für die Opfer, sondern auch ein Markstein der Holocaust-Forschung“[1]
- 17. Oktober 2003, Frankfurter Allgemeine Zeitung, Nr. 241: „[…] herausragende Bedeutung des […] Standardwerkes zum Schicksal der deutschen, österreichischen und tschechoslowakischen Juden, denen zuerst das Recht, dann die Heimat und zuletzt das Leben geraubt worden ist.“[1]
- 13. Februar 2004, Humanities, Berlin: „… fundiertes Nachschlagewerk, das […] auch international einen herausragenden Platz in der wissenschaftlichen Forschung einnehmen wird.“[1]
- September 2004, Auskunft – Zeitschrift für Bibliothek, Archiv und Information in Norddeutschland, Hamburg, Nr. 273: „Dieses sehr gründlich gearbeitete und sehr präzise Werk erweitert nicht nur den aktuellen Kenntnisstand, es schafft auch ein wichtiges und gewichtiges Mahnmal der Erinnerung. Seine Bedeutung kann gar nicht hoch genug eingeschätzt werden!“[1]
- 2004, Jahrbuch für die Geschichte Mittel- und Ostdeutschlands, Potsdam: „[…] dürfte zu einem Standardwerk werden und gleichzeitig der Lokal- und Regionalforschung zur Verfolgung der Juden unter der NS-Diktatur neue Impulse geben.“[1]
- 2005, Zeitschrift für Geschichtswissenschaft, Berlin, Nr. 12: „...ein international nutzbares, fundiertes Nachschlagewerk“[1]